# I Hope You Find It (versión de Cher)
La artista estadounidense Cher versionó la canción en su vigésimo sexto álbum de estudio Closer to the Truth de 2013. La diferencia con respecto a la versión de Miley Cyrus es notoria en cuanto a la influencia evidente del género country y algunos cambios en la letra. Soundtrack de la película “The last song”

## Recepción crítica
Idolator comentó: «Cher trae apropiadamente el hastío del mundo a la canción». Montreal Gazette comentó parcialmente, alegando que «cuando [Cher] versiona una canción de un fracaso de taquilla de Miley Cyrus, sabemos que hemos entrado a una tierra extraña». So So Gay declaró que «esta poderosa y emotiva balada esta flexionando el, a menudo pasado por alto, registro conmovedor del contralto ronco de Cher». USA Today indicó que la canción «debía ser incluida en las listas de descarga». Phily también reseñó positivamente la versión, considerando que «no tiene menos que el sentimiento de una canción que comienza al inicio de los créditos finales de una película, que junto con el raramente escuchado falsete de Cher, te perfora directo el oído».

## Recepción comercial
La versión de Cher debutó en el puesto 84 de la lista Gaon International Chart de Corea del Sur, vendiendo 2 447 copias durante su primera semana en el mercado. En la segunda semana, cayó al puesto 142 con 1 535 copias vendidas. Igualmente, alcanzó la casilla 49 de la lista alemana Media Control, convirtiéndose en su incursión más alta en dicha lista en más de una década. También, «I Hope You Find It» logró un desempeño exitoso en la radio británica, luego de que sus emisiones en radio aumentaran en un 134% y la audiencia superara los 16.5 millones, convirtiéndose en el éxito radial más grande en aquel país de la artista en el siglo XXI. En el mismo país, la canción alcanzó la vigésimo quinta casilla de la lista principal, convirtiéndose en el primer sencillo de Cher en ingresar al top 40 desde «The Music's No Good Without You» en 2001.

## Presentaciones en vivo
El 23 de septiembre de 2013, Cher interpretó la canción junto con «Believe» y «Woman's World» en el programa estadounidense The Today Show. Un día después, cantó la canción en Late Show with David Letterman e igualmente en el programa alemán Wetten Dass...?. El 13 de octubre de 2013, un día antes del estreno de Closer to the Truth en Reino Unido, Cher cantó en vivo en el programa de ese país The X Factor.

## Formatos de lanzamiento
- Sencillo digital

1. I Hope You Find It – 3:46

- Sencillo doble «I Hope You Find It/Woman's World»[2]

1. I Hope You Find It – 3:46
2. Woman's World – 3:49

## Posicionamiento en listas

### Versión de Miley Cyrus
| Australia      | iTunes Australia                 | 73 |
| Canadá         | iTunes Canadá                    | 59 |
| Estados Unidos | iTunes Estados Unidos            | 54 |
| Estados Unidos | iTunes Top 100 Soundtracks Songs | 1  |
| Irlanda        | iTunes Irlanda                   | 96 |

### Versión de Cher
| Alemania      | Media Control Charts                          | 49 |
| Austria       | Ö3 Austria Top 40                             | 43 |
| Corea del Sur | Gaon Chart                                    | 84 |
| Escocia       | The Official Charts Company                   | 22 |
| Irlanda       | IRMA                                          | 39 |
| Reino Unido   | The Official Charts Company                   | 25 |
| Reino Unido   | The Official Charts Company - Digital Singles | 25 |
| Reino Unido   | The Official Charts Company - Airplay Singles | 20 |
| Suiza         | Schweizer Hitparade                           | 26 |